# Biblia Antona thora Hellego
Biblia Antona thora Hellego – protestancki, pierwszy przekład Pisma Świętego na język estoński. Redaktorem przekładu był pastor zboru w Jüri, Anton thor Helle. Przekład ukazał się po raz pierwszy w roku 1739 i stał się wzorem dla literackiego języka estońskiego. 

## Historia
Pierwsza poważniejsza próba opublikowania pełnego tłumaczenia Biblii w języku estońskim została podjęta pod koniec XVII wieku, ale przerwała ją wielka wojna północna (1700–1721). W 1715 ukazało się północnoestońskie tłumaczenie Nowego Testamentu Johanna Gutsleffa, którego gruntownie zredagowana wersja była gotowa w roku 1729. Publikacja ta stała się podstawą pełnego tłumaczenia Biblii. Stary Testament został przetłumaczony przez ministrów z północnej Estonii w latach 20. XVIII wieku. Wszystkie części zebrano w całość w latach 30. XVIII wieku i przystąpiono do redakcji tekstu czym zajął się Anton thor Helle (1683–1748). On sam przetłumaczył prawdopodobnie tylko Księgę Liczb i Powtórzonego Prawa. Natomiast jego redakcja jest obecna w całym wydaniu tej Biblii.
Tłumaczenie ukończono do roku 1736 ale druk uniemożliwiał brak funduszy. Problem ten został rozwiązany w roku 1739, po tym, jak książę Nikolaus von Zinzendorf, zwolennik braci morawskich, sfinansował projekt. Pierwszy nakład wyniósł 6015 egzemplarzy Biblii estońskiej. To tłumaczenie Biblii stało się wzorem dla języka estońskiego, co przyczyniło się do wydania kilku przedruków. Biblia Antona thora Hellego wpłynęła na przyjęcie w całej Estonii dialektu północnego. W XIX wieku krytykowano obecne w przekładzie germanizmy ale do przekładu wprowadzono niewiele zmian.
Nowy przekład Biblii ukończono pod koniec lat 30. XX wieku, lecz z powodu wybuchu II wojny światowej nigdy nie został on wydrukowany w całości. W roku 1968 ukazało się nowe tłumaczenie na język estoński, dokonane za granicą przez estońskich duchownych.